# A Change of Business
A Change of Business è un cortometraggio muto del 1914 diretto da Charles M. Seay.

## Produzione
Il film fu prodotto dalla Edison Company.

## Distribuzione
Distribuito dalla General Film Company, il film - un cortometraggio di 150 metri - uscì nelle sale cinematografiche degli Stati Uniti il 5 agosto 1914. Nelle proiezioni, veniva programmato con il sistema dello split reel, accorpato in un'unica bobina con un altro cortometraggio prodotto dalla Edison, la commedia Faint Heart Ne'er Won Fair Lady.